# Evarist Basiana i Arbiell
Evarist Basiana i Arbiell (Tàrrega, 13 abril 1893 - Manresa, 22 octubre 1967) fou un dibuixant i pintor català. Precursor a Manresa dels nous estils de l'impressionisme, el cubisme i el simbolisme.

## Biografia
Nascut a Tàrrega, quan tot just tenia dos anys va traslladar-se a Manresa amb els seus pares i germans. L'any 1906 va entrar com a aprenent al taller del pintor Morell, amb qui va col·laborar en l'elaboració de treballs de pintura decorativa i daurats de l'altar del Santíssim del Monestir de Montserrat.
L'any 1912 es traslladà a Barcelona, on estudià dibuix artístic a l'Escola d'Arts i Oficis i Belles Arts, obtenint la qualificació d'excel·lent. Durant els anys següents amplià els seus estudis a Llotja, el Niu Artístic, l'Acadèmia Arts i l'escola de Francesc Galí, a més de rebre classes particulars d'Antoni Gelabert i Calvo Verdonces. L'artista romangué a Barcelona fins a l'any 1922, tot freqüentant els Quatre Gats i aprofitant per fer almenys dues estades a París, on s'imbuí de l'idealisme de Hegel, de Nietzsche, d'idees naturistes, de la teoria de l'evolució i sobretot, de les incisives incursions al cubisme de Picasso i Braque.
El 1923 es va establir a Manresa i va guanyar la plaça de professor de dibuix a l'Escola d'Arts i Oficis de la ciutat.
El 1927 inicià la seva carrera expositiva, tot presentant trenta-tres obres a les Galeries Dalmau, que tingué una recepció positiva per part de la crítica. Posteriorment també exposà al Saló de Primavera de Barcelona (1932), a la mostra d'artistes manresans celebrada a la Galeria Catalònia (1934), la "Penya d'Art" de Manresa (1934) o el Salo dels independents de Barcelona (1936), entre d'altres.
Professor a l'Escola d'Arts i Oficis de Manresa fins a l'any 1939, va viure gran part de la seva vida a Manresa, on va pintar paisatges, bodegons i també són coneguts els seus dibuixos de figures. Basiana va ser no solament professor de notables pintors com Ángel Gutiérrez Maestro, si no també tutor particular de la pintora catalana Carmen Selves influint a la seva percepció racional del color. L'any 1966 el Cercle Artístic de Manresa li feu una exposició homenatge.